# قائمة الأفلام المصرية سنة 1962
هذه قائمة بالأفلام المصرية لسنة 1962 مرتبة أبجديا

## 1962
- آخر فرصة
- القصر الملعون
- أنا الهارب
- يوم بلا غد
- كلهم أولادي
- آه من حواء
- أجازة نصف السنة
- الخطايا
- الزوجة 13
- الشموع السوداء
- موعد في البرج
- اللص والكلاب
- رسالة من امرأة مجهولة
- غصن الزيتون